# Lleis antisocialistes alemanyes

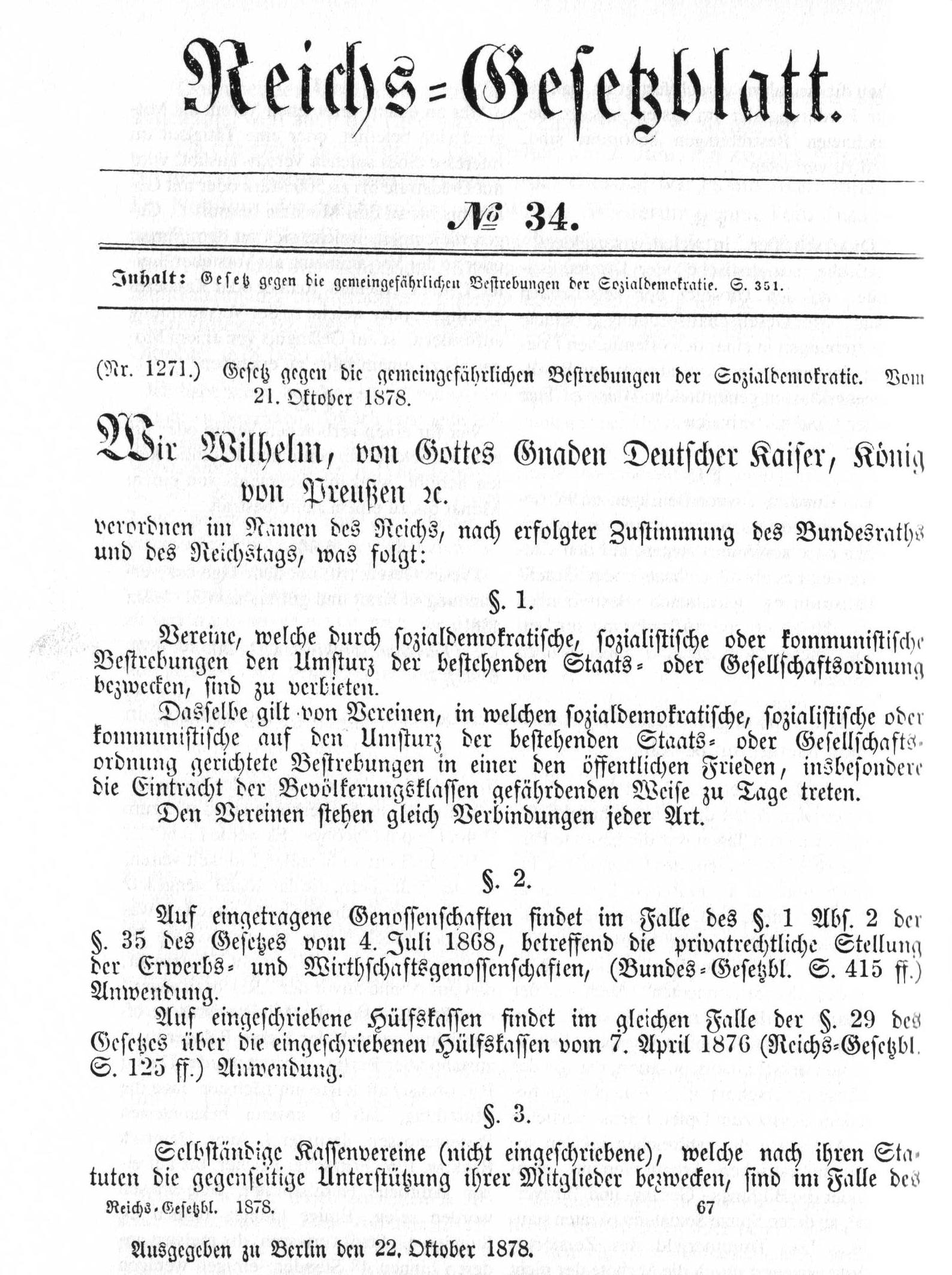
Publicació oficial de la primera Llei Antisocialista, 1878

Les Lleis anti-socialistes o Lleis socialistes (en alemany: Sozialistengesetze; oficialment Gesetz gegen die der gemeingefährlichen Bestrebungen Sozialdemokratie, aproximadament "Llei contra el perill públic dels esforços socialdemòcrates") van ser una sèrie de lleis aprovades després de dos intents fallits d'assassinar a l'emperador (Kaiser) Guillem I per part dels radicals Max Hodel i el Dr. Karl Nobiling, i que estaven destinades a frenar la força creixent del Partit Social Demòcrata (SPD, anomenat SAP en aquell temps), al qual culpaven d'haver influït en els assassins.
La primera d'aquestes lleis va ser aprovada el 19 d'octubre de 1878 pel Reichstag alemany, per un període limitat, i les posteriors prorrogaren regularment el termini de la seva aplicació.
Encara que la llei no va prohibir l'SPD directament, el seu objectiu era paralitzar l'organització a través de diversos mitjans. La prohibició de qualsevol grup o reunió amb els objectius de difondre els principis socialistes, la proscripció dels sindicats i el tancament de 45 diaris són exemples de la repressió. El partit eludí aquestes mesures presentant els seus candidats com a independents de forma ostensible, mitjançant la reubicació de les publicacions a fora d'Alemanya i mitjançant la difusió de punts de vista socialdemòcrates com a publicacions literals dels discursos del Reichstag, que eren parla privilegiada pel que feia a la censura.
El principal defensor d'aquestes lleis va ser el canceller Otto von Bismarck, que temia l'esclat d'una revolució socialista similar a la que va crear la Comuna de París l'any 1871. Malgrat els intents del govern per debilitar el SPD, el partit va continuar creixent en popularitat. Un projecte de llei presentat per Bismarck el 1888 que hauria significat la pèrdua de la nacionalitat als socialdemòcrates va ser rebutjada. Després de la dimissió de Bismarck el 1890, el Reichstag no va renovar la legislació, la qual cosa va fer que restés abolida.

## Alguns socialistes de l'època

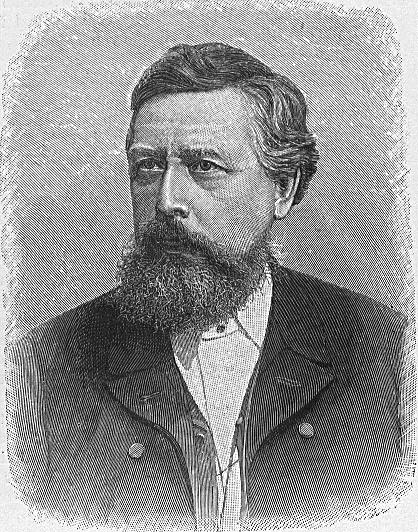
Wilhelm Liebknecht (1826-1900)
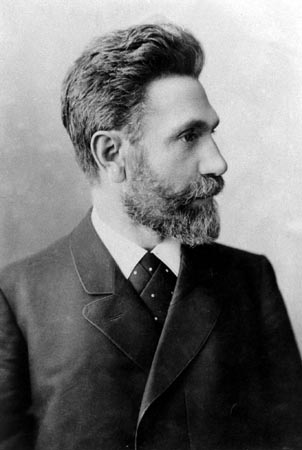
August Bebel (1840-1913)
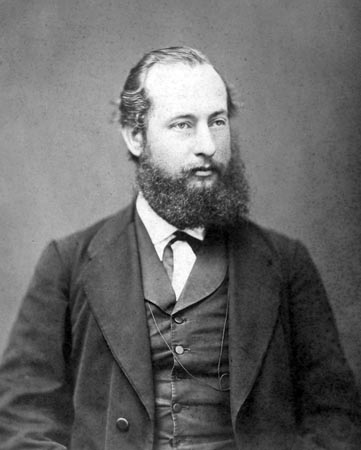
Wilhelm Hasenclever (1837-1889)